# Dvorac Kronborg
Kronborg je dvorac u blizini danskog grada Helsingøra (po kojemu je William Shakespeare nazvao dvorac Elsinore u Hamletu) na najdaljem vrhu otoka Zelanda, na najužem dijelu tjesnaca Øresund koji dijeli Dansku od Švedske. Kako je ovaj prolaz u Baltičko more ovdje širok tek 4 km, ovo mjesto je imalo veliku stratešku važnost, a dvorac je izgrađen kao pomorska utvrda koja je kontrolirala njegov promet. Dvorac je stoljećima bio jedan od najvažnijih renesansnih dvoraca u sjevernoj Europi, te je zbog toga 2000. godine upisan na UNESCO-ov popis mjesta svjetske baštine u Europi.

## Povijest i odlike
Danski kralj Erik Pomeranski je 1420-ih izgradio moćnu utvrdu kako bi kontrolirao promet tjesnacem i naplaćivao brodarinu svakom brodu koji je htio ući ili izaći iz Baltičkog mora. Utvrda iz 15. stoljeća se sastojala od niza zgrada okruženih snažnim zidinama, ali je današnji izgled, ali i ime Kronborg, dobio za kralja Fridrika II. Danskog koji ga je obnovio 1585. godine. Tada jedan od najvećih i najljepših dvoraca sjeverne Europe je nemarom radnika izgorio u plamenu 1629. godine. Samo je kapela preživjela zahvaljujući snazi svojih lukova.
Kristijan IV. Danski je uložio mnogo truda u njegovu obnovu 1639. godine, ali nije dovršio njegov interijer. Švedski general Carl Gustaf Wrangel je osvojio dvorac 1658. godine, prilikom švedske invazije, nakon čega su zidine ojačane i okružene snažnim protutopovskim bastionima. Početkom 18. stoljeća je smatran za jednu od najsnažnijih utvrda u Europi.
Od 1739. do 1900-ih, Kronborg je služio kao zatvor kojim je upravljala vojska, a 1772. godine tu je bila zatočena i danska kraljica, Karolina Matilda od Walesa, sestra engleskog kralja Đure III. Od 1785. do 1922. godine dvorac je prestao biti kraljevskom rezidencijom i njime je potpuno upravljala vojska.
Godine 1816. u dvorcu su vojnici izveli Shakespearovu dramu "Hamlet", čime su obilježili 200 godina od smrti slavnog spisatelja koji je svoju dramu smjestio u ovaj dvorac. Od tada se ova drama izvodila više puta u raznim dijelovima dvorca, a od slavnih glumaca, ulogu Hamleta su igrali: Laurence Olivier, John Gielgud, Christopher Plummer, Derek Jacobi, te 2009. godine Jude Law.

## Galerija
- Plan dvorca i okolice
- Unutarnje dvorište dvorca
- Ulaz u kraljevsku kapelu
- Soba Fridrika II. (1576.)
- Holger Danac, skulptura u dvorcu

## Vanjske poveznice
- Dvorac Kronborg  Arhivirana inačica izvorne stranice od 13. studenoga 2011. (Wayback Machine) na glifr.com.
- kronborg slot i helsingör[neaktivna poveznica], kratki video.
- Galerija fotografija Dvorca Kronborg na remains.se.